# Fresach
Fresach  är en ort och kommun  i Österrike. Den ligger i distriktet Villach-Land i förbundslandet Kärnten,  260 km sydväst om huvudstaden Wien. 
Kommunen består av sex orter (Ortschaften) (inom parentes invånarantal 1 januari 2024):

- Amberg (30)
- Fresach (585)
- Laas (99)
- Mitterberg (156)
- Mooswald (271)
- Tragenwinkel (102)